# 뉴스 영화
뉴스 영화(Newsreel)는 1910년대와 1970년대 중반 사이에 널리 퍼진 뉴스 기사와 화제가 되는 아이템을 포함하는 짧은 다큐멘터리 영화의 한 형태이다. 일반적으로 영화관에서 볼 수 있는 뉴스릴은 수백만 명의 영화 팬들에게 시사, 정보 및 오락의 원천이었다. 뉴스릴은 일반적으로 장편 영화 이전에 전시되었지만 1930년대와 40년대에는 많은 주요 도시에 전용 뉴스릴 극장이 있었고 일부 대도시 영화관에는 하루 종일 뉴스릴이 계속 상영되는 소규모 극장도 있었다.
1960년대 말에는 텔레비전 뉴스 방송이 그 형식을 대체했다. 뉴스릴은 종종 특정 문화 사건의 유일한 시청각 기록이기 때문에 중요한 역사적 문서로 여겨진다.